# きまぐれな予感
『気まぐれな予感』（きまぐれなよかん）は水沢めぐみによる少女漫画作品。また、同作品を表題とする短編集コミックス。

## 概要
水沢めぐみの2冊目のコミックスで、表題作の「気まぐれな予感」をはじめ、「とっておきのプロローグ」、「夏…そして秋」、「物語のはじまり」、「雨傘ワルツ」の全5作品が収録されている。ただし、現在このコミックスは絶版となっている。発売されたのは1984年10月で、この時、作者は大学2年生であった。最初のコミックス『5月のお茶会』の発売が1981年12月であるから、2冊目が出るまでに2年10ヶ月かかっている。なお、作者が高校時代に発表した作品は、デビュー作「心にそっとささやいて」から「夏草にのせて…」までの全7作品で、これらはすべてコミックス『5月のお茶会』と『きまぐれな予感』の2冊に収録されている。

## 収録作品

### きまぐれな予感
初出「りぼんオリジナル」昭和59年（1984）春の号　51枚　カラー4ページ
作者が大学1年生の時の作品。デビュー作から数えて11作目。映画の制作をテーマとした青春ラブコメディ。吉井由布（よしい　ゆう）と岩崎夢太（いわさき　ゆめた）の2人は、高校2年生で、恋人同士。2人は同じ映画研究クラブに所属し、由布は助監督（雑用係）を、夢太は監督をつとめ、3年生の追い出し会のための作品を制作している。最初はヤクザ映画を撮影していたが、急きょ予定を変更してラブストーリーを作り、評判の悪いクラブの汚名返上をはかることに。そこで由布は夢太と力をあわせ、苦心の末にシナリオを完成させる。ところが、映画の出演を引き受けた演劇部の佐伯三奈子（さえきみなこ）に、大事なシナリオを勝手に変更されてしまう。しかも佐伯は岩崎に告白。由布と夢太の恋の行方は…？

### とっておきのプロローグ
初出「りぼんオリジナル」 1984年（昭和59年）秋の号　49枚　カラー8ページ
作者が大学2年生の時の作品。デビュー作から数えて13作目。「きまぐれな予感」の続編で、同じ年の秋に発表されており、本編とあわせて、ちょうど100枚になる。やはり映画の制作をテーマとしたラブコメディ。なお、作品の登場人物にサークルの先輩や後輩の名前が用いられていることを、作者自身がコミックスで語っている。

### 夏…そして秋
初出「りぼん」 1980年（昭和55年）9月号　15枚
作者が高校2年生の時の作品。デビュー作から数えて4作目。主人公の名前は里穂（りほ）。麦わらぼうしとピアノの音を素材にした、幻想的な短編。

### 物語のはじまり
初出「りぼん」 1980年（昭和55年）11月号　31枚
やはり作者が高校2年生の時の作品。デビュー作から数えて5作目。前作「夏…そして秋」の直後に書かれている。2人の主人公は同姓同名で、男も女も佐藤（さとう）まさみ。佐藤まさみ（男）は、高校の文芸部員。ある時、校庭のすみにある木の穴の中に、1冊のノートがあるのを発見。そこに書いてあった物語がきっかけで、佐藤まさみ（女）と知りあい、やがて2人の恋の物語がはじまる。

### 雨傘ワルツ
初出「りぼん」 1983年（昭和58年）7月号　38枚
作者が大学1年生の時の作品。デビューから数えて9作目。早稲田大学に入学しての第1作である。木田裕司（きだ　ゆうじ）は、A大法学部の2年生。ある雨の日、ふとしたことで見知らぬ女性（みづえ）に傘を貸してしまい、それ以来彼女のことが気になって仕方がない。それから2ヶ月後のある日、またしてもどしゃ降りの雨にあい、偶然に黒い雨傘をさした女の子と出会う。彼女は名前を添野舞（そえの　まい）といい、B大文学部の1年生。実はみづえの妹なのだが、それを隠している。内気で人と話すのが苦手な木田だったが、徐々に彼女にひかれて行く。なお、1987年に発売されたイメージアルバム「空色のメロディ　水沢めぐみ作品集」に、この作品のイメージにもとづく楽曲「雨傘ワルツ」が収録されている。作詞・作曲は谷山浩子、歌は笠原弘子。

## コミックス
- 『りぼんマスコットコミックス』No.312（集英社）。1984年10月発売。ISBN 978-4088533124。188ページ。